# Claude de Jongh
Claude de Jongh (Utrecht, 1605 – Utrecht, 1663) è stato un pittore olandese.

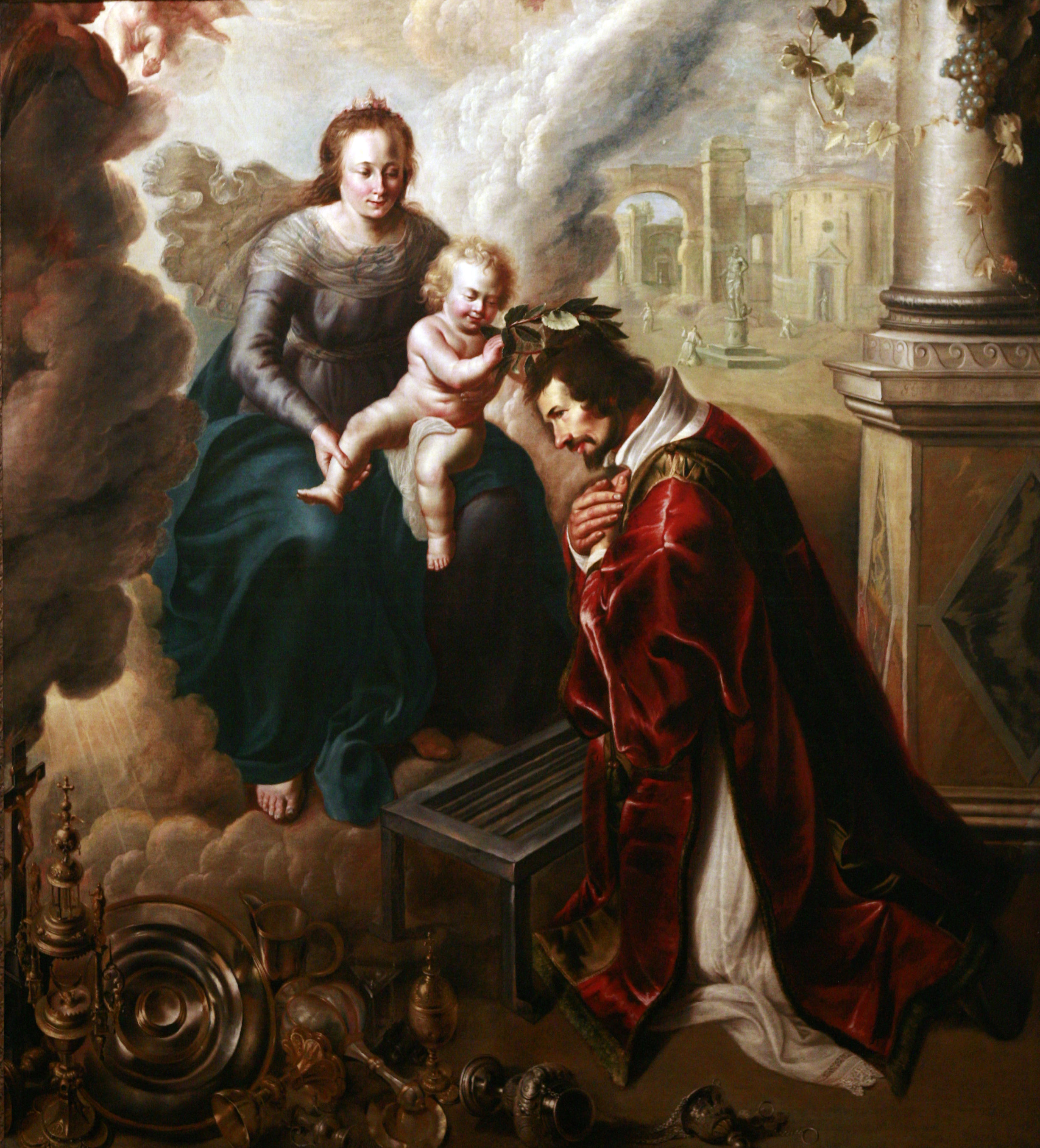
San Lorenzo incoronato da Gesù Bambino

Il pittore appartiene al cosiddetto Secolo d'oro.

## Biografia
Secondo l'Istituto olandese di storia dell'arte, de Jongh era un paesaggista che si recò in Inghilterra, dove è più volte registrato nel periodo dal 1625 al 1650. Considerato un pittore minore nel contesto olandese, ha realizzato una serie di paesaggi urbani stilisticamente affini alla scuola di Haarlem, pur essendo membro, dal 1627, della Gilda di San Luca di Utrecht.